# سلول سرطانی

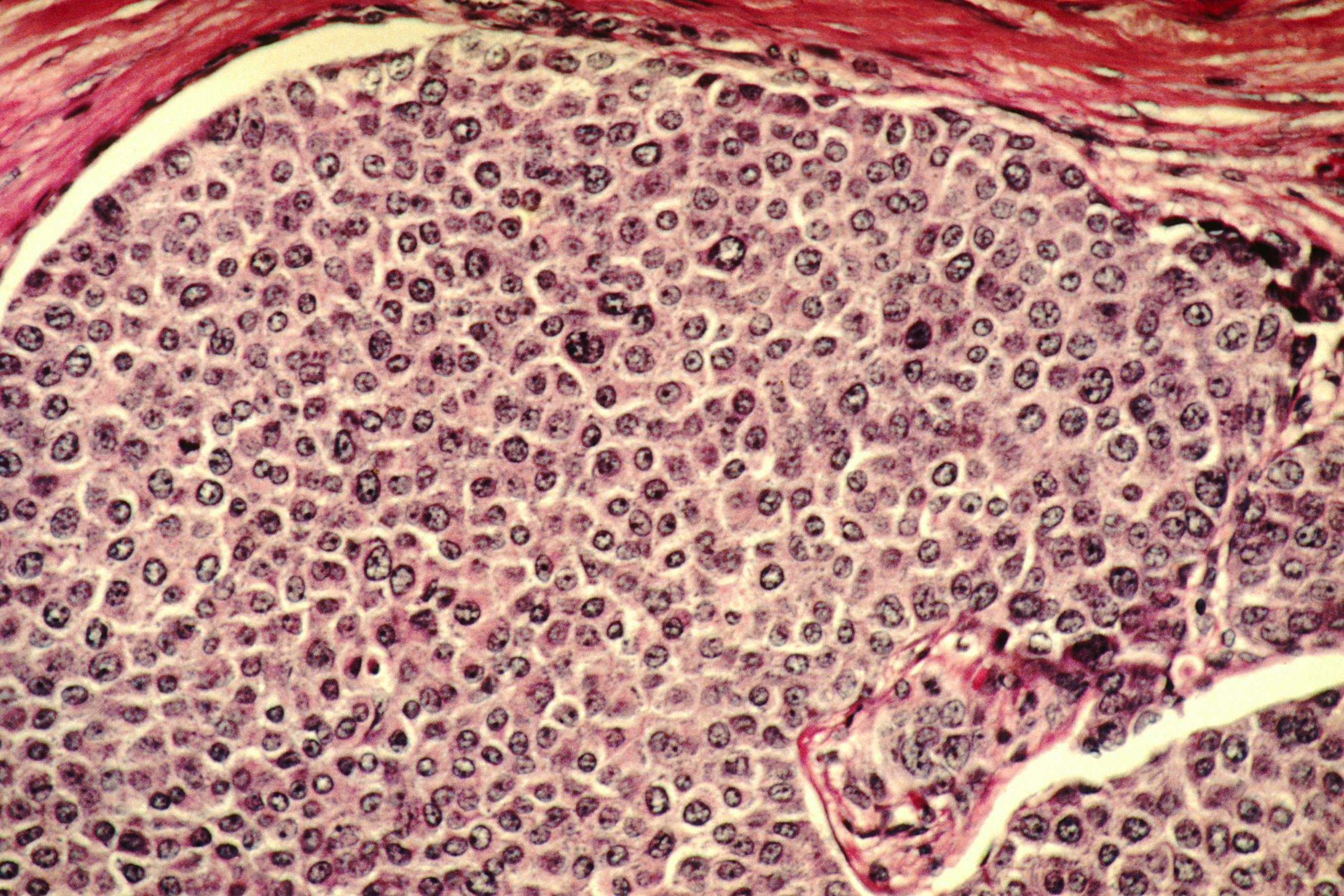
سلول‌های سرطان پستان

سلول‌های سرطانی یا یاخته‌های سرطانی، سلول‌هایی هستند که دائماً تقسیم می‌شوند و تشکیل تومورهای جامد می‌دهند. تقسیم سلول یک فراروند طبیعی و هنجارمند است که توسط بدن برای رشد و تکوین و ترمیم به کار می‌رود. یک سلولٔ والد به دو سلولٔ دختری تقسیم شده و این سلول‌های دختر در ساختن بافت نو یا بازجاگذاری سلول‌هایی که با بالا رفتن سن یا آسیب دیدن مرده‌اند به‌کار می‌روند. سلول‌های سالم تندرست زمانی که دیگر نیازی به سلول‌های دختر نیست تقسیم خود را متوقف می‌کنند، ولی سلول‌های سرطانی تقسیم خود را ادامه می‌دهند. آن‌ها همچنین می‌توانند در فرایند متاستاز از محل خود به‌سوی سایر بافت‌ها و اندام‌ها جابه‌جا شوند.